# Lucio Scarano
Lucio Scarano (Brindisi, 1540 – Venezia, 1610 circa) è stato un filosofo, letterato e latinista italiano.

## Biografia
Dopo gli studi all'Università di Bologna, visse a Padova e a Venezia. Nel 1585 venne nominato successore di Aldo Manuzio il Giovane nella cattedra di belle lettere nella segreteria del doge.
Molto apprezzato dai contemporanei, fu tra i fondatori della seconda Accademia Veneziana (21 giugno 1593) con Giambattista Leoni veneziano, Vincenzo Giliani romano, Pompeo Limpio da Bari, Giovanni Contarini veneziano, Teodoro Angelucci da Belforte, Fabio Paolini udinese, Guido Casoni da Serravalle e Giampaolo Gallucci da Salò.
Scrisse il trattato Scenophylax (Venezia, 1601), nel quale tratta della convenienza di restituire alla tragedia e alla commedia la lingua latina.

## Opere
- Lucio Scarano, Scenophylax. Dialogus, in quo tragædijs, et comædijs antiquus carminum vsus restituitur, recentiorum quorundam iniuria interceptus (Venezia, Ciotti, 1601)